# Henryka Biedrzycka
Henryka Biedrzycka (ur. 7 lutego 1926 w Łodzi zm. 14 lipca 2012 w Warszawie) – polska reżyser dubbingowa. W 1948 roku podjęła naukę w łódzkiej PWSF na Wydziale Reżyserii.

## Reżyser dubbingu
- 1994: Opowieść wigilijna Flintstonów
- 1993: Uwolnić orkę
- 1992-1993: Rodzina Addamsów
- 1991-1993: Powrót do przyszłości
- 1989-1990ː Bajarz
- 1979-1984: Scooby i Scrappy Doo (Polskie Nagrania)
- 1976: Błękitny ptak
- 1975: Skazańcy
- 1975: Ostatnia ofiara
- 1974: Ulzana, wódz Apaczów
- 1974: Kapitan Mikula Mały
- 1973: Zindy, chłopiec z bagien
- 1973: Detektyw Pchełka na tropie (Polskie Nagrania)
- 1971: Małżonkowie roku drugiego
- 1971: Mój kochany Robinson
- 1968: Siedemnasty równoleżnik
- 1968: Biały pokój
- 1967: Tunel
- 1967: Każdemu swoje
- 1967: O jednego za wiele
- 1966: Bajka o carze Sałtanie
- 1966: Człowiek zwany Flintstonem
- 1965: Sposób na kobiety
- 1965: Darling
- 1965: Dwadzieścia godzin
- 1965: Pałace w płomieniach
- 1964-1967: Goryl Magilla (Polskie Nagrania)
- 1963: Car Kołojan
- 1963: 200 mil do domu
- 1963: Miecz i waga
- 1963: Pierwszy krzyk
- 1963: Judex albo zbrodnia doskonała
- 1963: Sami na wyspie
- 1963: Życie małżeńskie
- 1963: Skowronek
- 1963: Kapitan
- 1962: Teresa Desqueyroux
- 1962: Słońce w sieci
- 1962: Ilektra
- 1962: Mafia nie przebacza
- 1962-1987: Jetsonowie (Polskie Nagrania)
- 1961-1962: Kocia ferajna (Polskie Nagrania)
- 1961: Przygody Münchhausena
- 1961: Karabiny i gołębie
- 1961: Łaźnia
- 1961: Tajemnica złotego runa
- 1961: Trzynastego nocą
- 1960: Dzień powszedni
- 1960-1966: Flintstonowie (Polskie Nagrania oraz druga wersja telewizyjna)
- 1958-1988: Miś Yogi (Polskie Nagrania)
- 1958: Pixie, Dixie i Pan Jinks (Polskie Nagrania)
- 1958: Przygoda na plantacji
- 1958: Tomcio Paluch
- 1942: Obcy w domu

ponadto
- Dwója z wychowania
- Rywalki na lodzie
- Chłopiec z czarnego lądu
- Po latach
- Wyprawa w Tatry Słowackie
- Historie biblijne